# München Rangers
Die München Rangers sind ein American-Football-Verein aus München. Seine Heimspiele trägt der Verein im Dantestadion aus.

## Geschichte
Die München Rangers gingen aus der Jugend der Munich Cowboys hervor und wurden im Jahr 1981 gegründet. Am Ligabetrieb nahm der Verein damals noch nicht teil. Zunächst war man damit beschäftigt, eine spielfähige Mannschaft und einen funktionierenden Verein aufzubauen. Die  Rangers waren im Jahr 1982 Gründungsmitglied des Footballverbands Bayern und begannen ein Jahr später mit einer spielfähigen Mannschaft am Ligabetrieb der 2. Bundesliga Süd teilzunehmen, wo sich der Verein dann auch in den folgenden Jahren zu etablieren begann. In der Saison 1986 gelang es den Rangers, mit nur einer Niederlage den ersten Platz in der 2. Bundesliga Süd zu belegen, den Meister in der 2. Bundesliga Nord zu schlagen und somit die Silver Bowl zu gewinnen. Damit sicherten sich die Rangers im Jahr 1986 erstmals den Aufstieg in die 1. Bundesliga.
Im Jahr 1987 trafen die Rangers erstmals auf den Lokalrivalen Munich Cowboys, den sie erst im Rückspiel besiegen konnten. In den darauffolgenden Jahren konnten sich die Rangers in der 1. Bundesliga behaupten und bis 1991 den Klassenerhalt sichern. Im Jahr 1990 erreichten die Rangers die Playoffs, die aufgrund einer Neueinteilung der Liga sehr wichtig waren und nur darüber der Klassenerhalt sichergestellt werden konnte. Die Rangers schieden jedoch im Achtelfinale der Playoffs aus. Das Jahr 1991 markierte zugleich den Niedergang der Rangers. Zuerst mit dem Abstieg in die 2. Bundesliga und im darauffolgenden Jahr folgte der Abstieg in die Bayernliga. Auch wenn ein weiterer Abstieg in die Landesliga vermieden werden konnte, kam es nicht mehr zum Wiederaufstieg in eine höhere Spielklasse. Im Jahr 1997 mussten die Rangers am Ende der Saison den Spielbetrieb ganz einstellen. Damit war das Kapitel eines der traditionsreichsten American-Football-Teams im Süden Deutschlands vorerst beendet.
Der Wiederaufbau von Verein und Mannschaft erfolgte in den Jahren 1998 bis 2000. Zum 20-jährigen Jubiläum des Vereins im Jahr 2001 kam es zu einem Comeback der Rangers. Der Verein nahm den Spielbetrieb in der Landesliga auf, stieg unmittelbar in die Bayernliga auf und konnte sich dort neben Mannschaften wie beispielsweise den Nürnberg Rams oder den Erding Bulls etablieren. Nach zwei erfolgreichen Jahren in der Regionalliga gelang den München Rangers im Jahr 2014 der Aufstieg in die 2. Bundesliga/GFL2 in der neben dem Lokalrivalen Ingolstadt auch die Mannschaft der Frankfurt Universe zuhause ist.

## Erfolge
- 1983 Gewinn der bayrischen Jugendmeisterschaft
- 1984 Gewinn der bayrischen Jugendmeisterschaft
- 1986 Gewinn der deutschen Meisterschaft in der 2. Bundesliga Süd
- 1986 Gewinn des Silver Bowl
- 2010 Lion Bowl Champion beim 4-Länder-Turnier
- 2012 Meister der Bayernliga
- 2014 Aufstieg in die GFL 2
- 2022 Gewinn der bayrischen Jugendmeisterschaft Ungeschlagene Season

## Teams der München Rangers
- München Rangers Seniors
- München Rangers Ladies
- München Rangers U19 Juniors
- München Rangers U16 Juniors
- München Rangers U13 Juniors
- München Rangers Old Stars